# Humberto Carrão
Humberto Carrão, né le 28 août 1991 à Rio de Janeiro, est un acteur brésilien.

## Filmographie partielle

### Au cinéma
- 2016 : Aquarius : Diego (en post-production)
- 2016 : Aurora : Bruno (en post-production)
- 2016 : O Animal Cordial : Magno (en post-production)
- 2016 : Cheias de Charme: O Filme : Elano Fragoso (en pré-production)
- 2018 : Paraíso Perdido : Pedro
- 2019 : Marighella : Humberto

- 2024 : Je suis toujours là (Ainda Estou Aqui) de Walter Salles

### À la télévision
- 2010-2011 : Ti Ti Ti : Luti Martins (telenovela, 26 épisodes)
- 2012 : Cheias de Charme : Elano Fragoso
- 2013 : Sangue Bom : Fabinho Queiroz (telenovela, 2 épisodes)
- 2014-2015 : Geração Brasil : Davi Reis (telenovela)
- 2016-2017 : A Lei do Amor : Tiago Leitão (telenovela)
- 2019-2021 : Amor de Mãe : Sandro Amorim Camargo